# Hu Yunfeng
Hu Yunfeng (胡云峰S, Hú YúnfēngP; Shanghai, 18 marzo 1973) è un ex calciatore cinese, di ruolo attaccante.